# Копайский бальзам

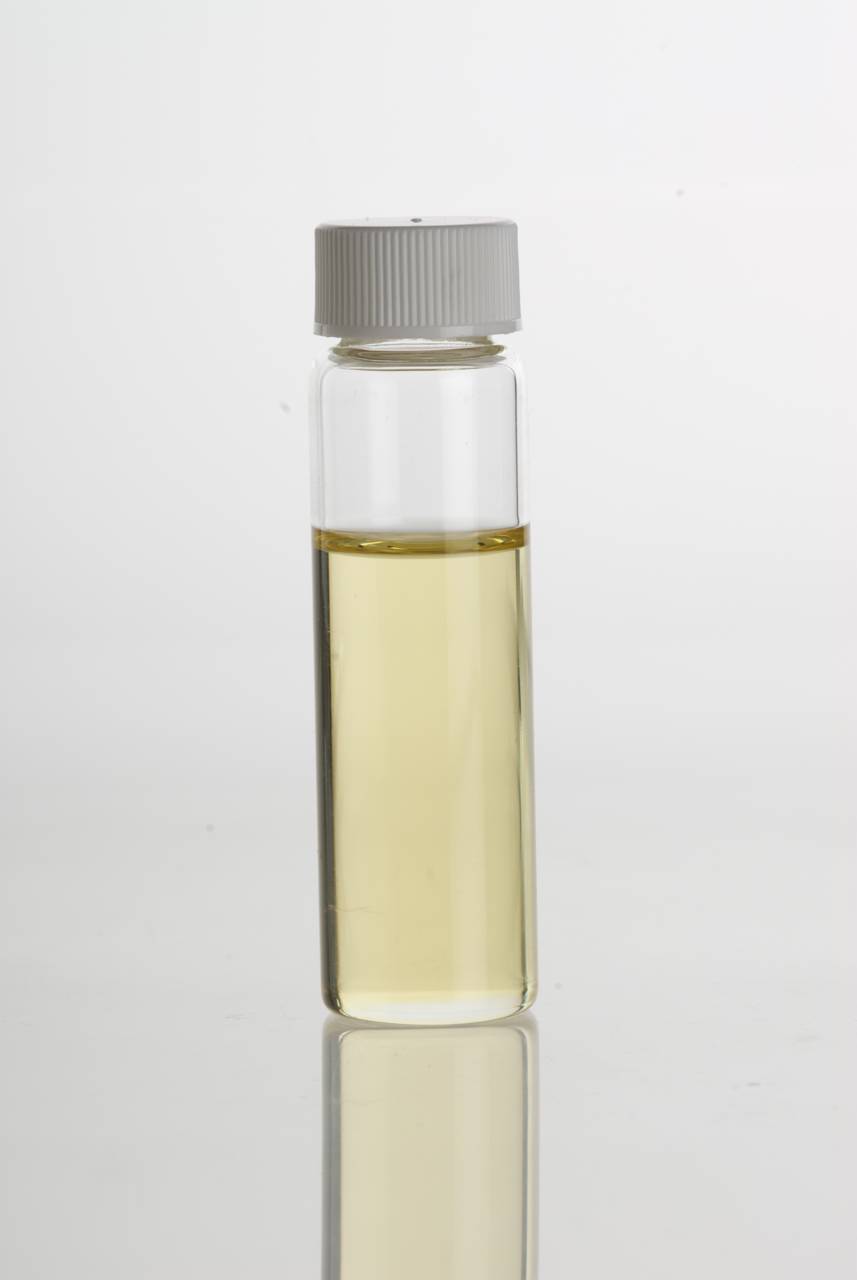
Необработанный копайский бальзам

Копа́йский бальза́м (лат. Balsamum copaive) — смолистый сок южноамериканских деревьев, принадлежащих к роду Копаифера (лат. Copaifera), которые произрастают во влажных тропических лесах Южной Америки.
Копайский бальзам представляет собой густую прозрачную, желтоватого цвета жидкость своеобразного ароматического запаха, раздражающего, горьковатого, противного вкуса. Добыча копайского бальзама производится посредством глубокой подсочки.
Копайский бальзам состоит из древесной смолы и эфирных масел (содержание последних может колебаться от 38 до 76 %). Бальзам не растворяется в воде, но хорошо растворим в спиртах и органических растворителях.
Ранее копайский бальзам использовали также в медицине в качестве антисептика, а также как внутреннее средство, однако со временем от этого повсеместно отказались, и в настоящее время это вещество используется в бумажной промышленности и производстве лаков и красок.